# Єлабузьке сільське поселення
Єла́бузьке сільське поселення (рос. Елабужское сельское поселение) — сільське поселення у складі Хабаровського району Хабаровського краю Росії.
Адміністративний центр — село Єлабуга.

## Населення
Населення сільського поселення становить 2486 осіб (2019; 2570 у 2010, 2640 у 2002).

## Склад
До складу сільського поселення входять:
| Населений пункт      | Населення, осіб (2002) | Населення, осіб (2010) |
| -------------------- | ---------------------- | ---------------------- |
| Вятське, село        | 1617                   | 1886                   |
| Єлабуга, село        | 1009                   | 677                    |
| Красносельське, село | 14                     | 7                      |